# Маллэни, Митч
Митч Маллэни (англ. Mitch Mullany, (20 сентября, 1968 — 25 мая, 2008), американский актёр, комик сценарист. Скончался от инсульта

## Биография
Родился Маллэни в Окленде, штат Калифорния. Начал свою карьеру с выполнения стенд-ап комеди номеров.
В 1999 году он написал сценарий и снялся в главной роли в комедийном фильме Белая ворона.
В 2003 году был одним из организаторов реалити-шоу «All American Girl» на канале ABC.

## Смерть
Маллэни скончался 25 мая, 2008 года от инсульта, связанного с диабетом.

## Фильмография
| Фильмы      | Фильмы                          | Фильмы      | Фильмы                                |
| Год         | Фильм                           | Роль        | Прочее                                |
| ----------- | ------------------------------- | ----------- | ------------------------------------- |
| 1999        | Белая ворона                    | Деррик Кинг | автор сценария                        |
| 2002        | Милашка                         | Крэйг       |                                       |
| 2008        | Пятая заповедь                  | Мэтт        | фильм был выпущен после смерти актёра |
| Телевидение |                                 |             |                                       |
| Год         | Роль                            | Роль        | Прочее                                |
| 1995        | Тусоваться с мистером Купером   | Джоуи       | 1 эпизод                              |
| 1995-1996   | Братья Уэйэнсы                  | Уайт Майк   | 6 эпизодов                            |
| 1996-1998   | Ник Фрэно: Лицензионный учитель | Ник Фрэно   | 43 эпизода                            |